# Duncans
Duncans är en ort i Jamaica.   Den ligger i parishen Trelawny, i den nordvästra delen av landet, 90 km nordväst om huvudstaden Kingston. Duncans ligger 130 meter över havet och antalet invånare är 1 876. Den ligger på ön Jamaica.
Terrängen runt Duncans är platt norrut, men söderut är den kuperad. Havet är nära Duncans norrut. Runt Duncans är det ganska tätbefolkat, med 134 invånare per kvadratkilometer. Närmaste större samhälle är Falmouth, 12,9 km väster om Duncans. 